# پروژه پی-۹

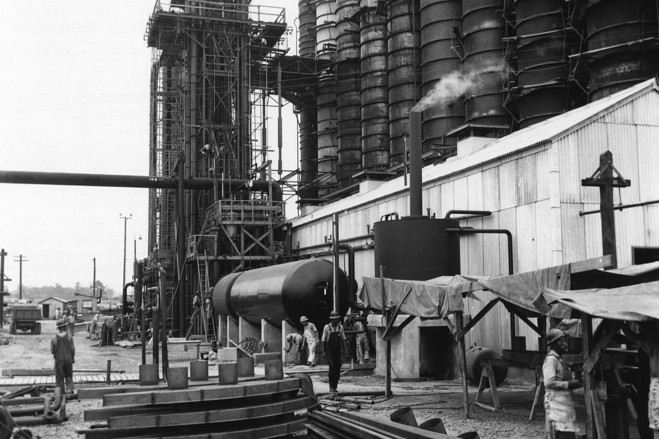
تاسیسات فرآوری آب سنگین در حوالی سیلاکوگا، آلاباما

پروژه پی-۹ (انگلیسی: P-9 Project) نام کد رمزی بود که در طی پروژه منهتن و در خلال جنگ جهانی دوم جهت تولید آب سنگین مورد نیاز راکتورهای اتمی آمریکا در نظر گرفته شده بود. تاسیسات این پروژه عبارت بودند از یک واحد در تریل، بریتیش کلمبیا که توسط شرکت کامینکو ساخته شد. و همچنین سه واحد در ایالات متحده آمریکا توسط شرکت دوپونت در مرگنتاون، ویرجینیای غربی، نیوپورت، ایندیانا و سیلاکوگا، آلاباما ساخته شد.